# Campeonato Europeo de Vóley Playa de 2005
El XIII Campeonato Europeo de Vóley Playa se celebró en Moscú (Rusia) entre el 25 y el 28 de agosto de 2005 bajo la organización de la Confederación Europea de Voleibol (CEV) y la Federación Rusa de Voleibol.

## Medallistas
| Evento    | Oro                                              | Plata                                        | Bronce                                         |
| --------- | ------------------------------------------------ | -------------------------------------------- | ---------------------------------------------- |
| Masculino | Pablo Herrera · Raúl Mesa · España               | Patrick Heuscher · Stefan Kobel · Suiza      | Markus Dieckmann · Jonas Reckermann · Alemania |
| Femenino  | Vasilikí Arvaniti · Vasilikí Karantasiu · Grecia | Rebekka Kadijk · Merel Mooren · Países Bajos | Stephanie Pohl · Okka Rau · Alemania           |

## Medallero
| Núm. | País         | Oro | Plata | Bronce | Total |
| ---- | ------------ | --- | ----- | ------ | ----- |
| 1    | España       | 1   | 0     | 0      | 1     |
| 1    | Grecia       | 1   | 0     | 0      | 1     |
| 3    | Países Bajos | 0   | 1     | 0      | 1     |
| 3    | Suiza        | 0   | 1     | 0      | 1     |
| 5    | Alemania     | 0   | 0     | 2      | 2     |
|      | TOTAL        | 2   | 2     | 2      | 6     |